# 昨日重現 (歌曲)
《昨日重现》（英語：Yesterday Once More），卡彭特乐队1973年专辑《Now & Then》的主打歌，词曲作者为理查·卡本特和约翰·贝蒂斯。
这首单曲在告示牌百强单曲榜最高排名达第二位，仅次于吉姆·克罗切的《Bad, Bad Leroy Brown》。这也是卡彭特乐队的主打歌第五次排名第二，次数之多仅次于麥當娜。在當代成人單曲榜最高排名则为第一，是两人歌曲四年内第八次登上榜首。《昨日重现》是卡彭特乐队全球最畅销唱片、全英最畅销单曲，曾登上排行榜第二位。
1973年6月2日，《昨日重现》在最畅销首发单曲排行榜排名第71，8月4日即登上第一。
1983年2月3日夜晚，卡彭特兄妹两人的密友狄昂·華薇克在拉斯維加斯谷演唱了这首歌，次日，凱倫·卡本特去世，得年32岁。

## 演奏人员
- 凱倫·卡本特——主唱、和聲
- 理查·卡本特——和声、改編曲、鍵盤樂器、配器法[7]

## 翻唱
这首歌曲曾被多国歌手以多种语言翻唱，如：
- 1973年，法国歌手克勞德·弗朗索瓦（法语：Claude François）演唱了法语版本《Sha la la, hier est près de toi》，收录于专辑《Sur Scène Eté 1975》[8]；
- 1973年，冰岛歌手叙丽聚尔·西于尔扎多蒂演唱了冰岛语版本《Á valdi minninga》，收录于专辑《Þuríður og Pálmi》[9]；
- 1973年，阿根廷歌手西尔瓦娜·迪洛伦索（西班牙语：Silvana Di Lorenzo）演唱了西班牙语版本《Otra vez ayer》，收录于专辑《Me Muero Por Estar Contigo》[10]；
- 1974年，丹麦歌手乌拉·皮亚（丹麥語：Ulla Pia）演唱了丹麦语版本《Som Om Det Var I Går》，收录于专辑《Som Om Det Var I Går / Jeg Er en Født Optimist》[11]；
- 1974年，意大利歌手多里·盖齐（義大利語：Dori Ghezzi）演唱了意大利语版本《Io sto bene con te》，收录于专辑《Dori Ghezzi》[12][13]；
- 1974年，芬兰歌手阿米·阿斯佩隆德（芬蘭語：Ami Aspelund）演唱了芬兰语版本《Käy Luonain Eilinen》，收录于专辑《Ami》[14][15]；
- 1982年，捷克歌手伊特卡·扎伦科娃（捷克語：Jitka Zelenková）演唱了捷克语版本《Mé Písně Včerejší》，收录于专辑《Trochu Klidu》[16][17]；
- 2014年，荷兰歌手马尔让·贝尔赫（荷兰语：Marjan Berger）演唱了荷兰语版本《Gisteren Herleeft》，收录于专辑《Jij Beent Een Wonder》[18][19]。

《昨日重现》在亚洲地区也很受欢迎，如：
- 1973年，日本组合内山田洋&Cool Five演唱了日语版本单曲[20]；
- 1989年，香港歌手陈慧娴在“几时再见演唱会”上演唱了英语版本[21]；
- 2005年，韩国演员金喜善在电视剧《悲傷戀歌》第9集中演唱了英语版本[22]；
- 2012年3月31日，日本東北放送宮城縣电视台在终止模拟电视广播前播放了这首歌，從此成為日本模擬電視最後播送的歌曲[23]。

此外，中国歌手姚斯婷、泰国组合สาวคริสตัล、菲律宾组合瑟伊·加尔韦斯（Suy Galvez）和布里南·愛帕提斯、韩裔澳籍歌手林多玫也曾翻唱过英语版本。

## 排行榜
| 排行榜 (1973)                        | 最高排名 |
| ------------------------------------ | -------- |
| 比利时佛兰德（Ultratop五十强单曲榜） | 5        |
| 加拿大（《RPM》热门单曲榜）          | 1        |
| 加拿大（《RPM》成人當代榜）          | 1        |
| 德国（官方德国排行榜）               | 21       |
| 愛爾蘭（愛爾蘭唱片音樂協會单曲榜）   | 8        |
| Oricon国际单曲排行榜                 | 1        |
| Oricon（日本）单曲排行榜             | 5        |
| 荷兰（百强单曲榜）                   | 5        |
| 新西兰（RMNZ）                       | 2        |
| 挪威（世道單曲榜）                   | 6        |
| 英國（官方榜单公司單曲榜）           | 2        |
| 美国（《告示牌》百大單曲榜）         | 2        |
| 美國（《告示牌》成人當代單曲榜）     | 1        |

| 排行榜 (1973)                | 排名 |
| ---------------------------- | ---- |
| 澳大利亚唱片业协会榜         | 65   |
| 加拿大音乐协会榜             | 23   |
| 美国（《告示牌》百强单曲榜） | 70   |
| 美国（《錢櫃》百强单曲榜）   | 43   |